# Quốc gia dân tộc
Quốc gia dân tộc (tiếng Anh: Nation-state hay Country) là một quốc gia tồn tại để đại diện chủ quyền cho một dân tộc. Quốc gia dân tộc không chỉ là một thực thể chính trị và địa lý; nó còn là một thực thể về văn hóa và dân tộc; bản thân thuật ngữ quốc gia dân tộc đã hàm ý hai yêu tố này phải đồng thời có mặt cùng với nhau và chính điều đó làm nên điểm khác biệt rõ rệt giữa một quốc gia dân tộc với những quốc gia tiền dân tộc và phi dân tộc trước nó. Và, tất cả những công dân trong một quốc gia dân tộc đúng nghĩa phải có chung ngôn ngữ, văn hóa và nhiều giá trị khác, trên thực tế là điều này khó xảy ra do nhiều biến động của lịch sử. Một thế giới của các quốc gia dân tộc cũng có nghĩa là trong đó, mỗi dân tộc đều có quyền tự quyết và quyền tự trị, hai điều đó chính hạt nhân cơ bản của hệ tư tưởng của chủ nghĩa dân tộc.
Trong tiếng Anh, do sự mơ hồ của thuật ngữ state (nó vừa có nghĩa là một quốc gia, vừa có nghĩa là một tiểu bang của Hoa Kỳ), thuật ngữ "quốc gia dân tộc" - nation-state thường được dùng để chỉ bất kỳ quốc gia có chủ quyền nào, bất chấp việc đường biên giới của nó có trùng khớp với đường biên giới về dân tộc và văn hóa hay không. Việc gọi tên này có mục đích phân biệt giữa một quốc gia độc lập có chủ quyền với một thực thể là thành viên của một quốc gia liên bang (ví dụ một tiểu bang của Hoa Kỳ hay một nước Cộng hòa nằm trong Liên bang Nga).

## Các quốc gia dân tộc điển hình
Trong một số trường hợp, biên giới của các quốc gia dân tộc gần như trùng khớp với đường "biên giới" về mặt chủng tộc và chính trị. Cụ thể là trong các trường hợp này, sự di cư và nhập cư hiếm xảy ra, vì vậy số lượng người dân không sống ở quốc gia dân tộc "gốc" của mình khá ít.
Một số ví dụ về các quốc gia dân tộc hiện nay:
- Iceland: mặc dù những người dân sống trên đảo Iceland có nguồn gốc từ vùng Bắc Âu (Scandinavia), nhưng mà nền văn hóa và ngôn ngữ tại đảo này mang tính chất rất riêng biệt. Ở đây không có các vùng giao thoa về văn hóa/dân tộc hay ngôn ngữ, do Iceland cách quá xa các châu lục khác.
- Triều Tiên: Hàn Quốc có nhóm nhỏ Hoa kiều; Bắc Triều Tiên thuần chủng, đồng nhất nhất khi không có dân tộc thiểu số. 2 miền Triều Tiên xác nhận tính thuần chủng và đồng nhất của 1 dân tộc thông qua bản Thỏa thuận năm 1972 nhằm tiến tới nền hòa bình và tái thống nhất.
- Trung Quốc: Mặc dù Trung Quốc có tới hơn 55 dân tộc thiểu số và công nhận dân tộc Hán là dân tộc "đa số",các khái niệm "dân tộc Trung Quốc" cũng được dùng khá rộng rãi.
- Nhật Bản: Nhật Bản là một ví dụ kinh điển về một quốc gia dân tộc và được xem là quốc gia dân tộc lớn nhất với dân số người Nhật Bản thuần gốc là 120 triệu người. Tuy nhiên trong lãnh thổ Nhật vẫn tồn tại vài nhóm dân tộc thiểu số đáng kể: người Hán, người Triều Tiên, người đảo Lưu Cầu và người Ainu ở đảo Hokkaidō. Mặc dù vậy, do số lượng quá ít ỏi trước dân tộc "đa số" (người Ainu) hoặc/và sự khác biệt với dân tộc "đa số" là không đáng kể (sự khác biệt giữa người Lưu Cầu và người Nhật Bản gốc ít rõ rệt, tựa như trường hợp người Đức và người vùng Flanders), hoặc là bị đồng hóa (người Zainichi). Xem thêm Nhân khẩu Nhật Bản và Các nhóm sắc tộc ở Nhật Bản.
- Bồ Đào Nha: mặc dù bao quanh nó là lãnh thổ của Tây Ban Nha và ít có một sự cách ly địa lý nào rõ rệt, lãnh thổ mà dân tộc Bồ Đào Nha kiểm soát gần như không đổi trong suốt 9 thế kỷ. Dân tộc Bồ Đào Nha hiện nay có thể coi là một sự "hỗn hợp" của nhiều dân tộc thời cổ: người bản địa Iberia cổ, người Celt cổ, người Hy Lạp, người Phoenicia, người La Mã, các bộ tộc người German như người Suebi và Tây Goth, người Ả Rập và Berber xâm nhập, và người Do Thái.[1]
- Một vài quốc gia thuộc quần đảo Polynesia như Tonga, Tuvalu,...
- Ba Lan sau Thế chiến II (Xem thêm Cuộc trục xuất người Đức sau Thế chiến II) khi tỷ lệ phần trăm dân tộc Ba Lan gốc tăng lên trong dân số Ba Lan sau các cuộc di cư lớn của người Đức trở về quê hương từ phía Đông (trong đó có Ba Lan).

Khái niệm về một quốc gia dân tộc thống nhất cũng mở rộng cho một số quốc gia đa dân tộc, đa ngôn ngữ. Ví dụ như Ấn Độ sau khi giành được độc lập năm 1947. Một ví dụ khác, Thụy Sĩ thực chất là một liên bang giữa các châu và có 4 ngôn ngữ chính thức, nó cũng có đặc trưng dân tộc "Thuỵ Sĩ", một lịch sử riêng của dân tộc, và một anh hùng dân tộc, Wilhelm Tell.
Việc các đường biên giới về chính trị không trùng khớp với các đường biên giới về sắc tộc và văn hóa là nguyên nhân của vô số cuộc xung đột trong lịch sử. Ví dụ, tỉnh Hatay của Syria đã được chuyển cho Thổ Nhĩ Kỳ sau khi đa phần dân cư ở đây - những người gốc Thổ - lên án về sự ngược đãi của người Syria. Một ví dụ khác là về vấn đề người Kurd: lãnh thổ quê hương họ nằm trên ba quốc gia: Iran, Iraq và Thổ Nhĩ Kỳ. Và tất nhiên, đã có rất nhiều phong trào của người Kurd nổ ra để chống lại sự ngược đãi của chính quyền Iraq và Thổ, thậm chí tiến xa hơn là thành lập một quốc gia Kurd độc lập. Một trong số đó là cuộc đấu tranh giành độc lập bằng quân sự lẫn chính trị, ngoại giao của Đảng Công nhân người Kurd đối với chính quyền Thổ Nhĩ Kỳ, kéo dài từ năm 1984 tới nay.
Bỉ là một ví dụ cổ điển về một "quốc gia dân tộc" không rõ ràng. Nó được thành lập dựa trên sự li khai của các tỉnh phía Nam của Vương quốc Liên hiệp Hà Lan vào năm 1830 và được bảo đảm độc lập, chủ quyền thông qua Hiệp ước Luân Đôn 1839. Tuy nhiên, phía Bắc và Đông Bắc của Bỉ, cụ thể là vùng Flander cư dân sử dụng tiếng Hà Lan và ở đây có phong trào li khai Vlaams Belang phát triển rất mạnh. Còn người dân vùng Wallonia ở phía Nam dùng tiếng Pháp, đúng hơn đây là khu vực có đặc trưng riêng biệt về ngôn ngữ và theo chủ nghĩa địa phương. Ngoài các phong trào ly khai, ở Bỉ cũng có những nhóm người Bỉ theo chủ nghĩa dân tộc, chủ trương giữ vững sự thống nhất và cũng có những nhóm theo thuyết Đại Hà Lan. Trong lãnh thổ Bỉ cũng có một cộng động người Bỉ nói tiếng Đức sống trong một vùng lãnh thổ sáp nhập từ Phổ năm 1920, vùng này bị nước Đức phát xít thu hồi trong giai đoạn 1940-44.
Quốc gia Đan Mạch hầu như chỉ bao gồm dân tộc Đan Mạch, số dân của các cộng đồng sắc tộc thiểu số chiếm tỉ lệ rất nhỏ. Tuy nhiên nó lại thực thi chủ quyền ở Đảo Faroe và Greenland.

## Dân tộc thiểu số và lãnh thổ phụ thuộc
Một nhóm dân tộc sống chung với dân tộc "chính" trong một quốc gia dân tộc được gọi là dân tộc thiểu số. Một số quốc gia dân tộc có dân tộc thiểu số của các quốc gia xung quanh mình và ngược lại, ví dụ trong lãnh thổ Hungary có một số nhóm dân cư người Slovakia và trong lãnh thổ Slovakia có một số nhóm dân cư người Magyar (đồng tộc với người Hungary).
Dân tộc thiểu số không nên bị nhầm lẫn với các dân tộc tha hương, thường xuất hiện ở những khu vực xa với biên giới của các quốc gia. Các dân tộc tha hương ngày nay có nguồn gốc từ việc di cư và nhập cư, ví dụ các dân tộc tha hương người Ireland.
Việc nắm quyền kiểm soát các lãnh thổ phụ thuộc có ảnh hưởng đến tình trạng và địa vị của một quốc gia dân tộc. Một quốc gia có các thuộc địa rộng lớn và có nhiều sắc dân sinh sống trên các thuộc địa đó thì không thể nào là một quốc gia chỉ gồm một dân tộc. Tuy nhiên, trong phần lớn các trường hợp thì các thuộc địa và lãnh thổ lệ thuộc không được xem như là một phần của mẫu quốc. Một số quốc gia châu Âu như Đan Mạch có một số lãnh thổ phụ thuộc nằm tại châu Âu.

## Nguồn gốc và lịch sử

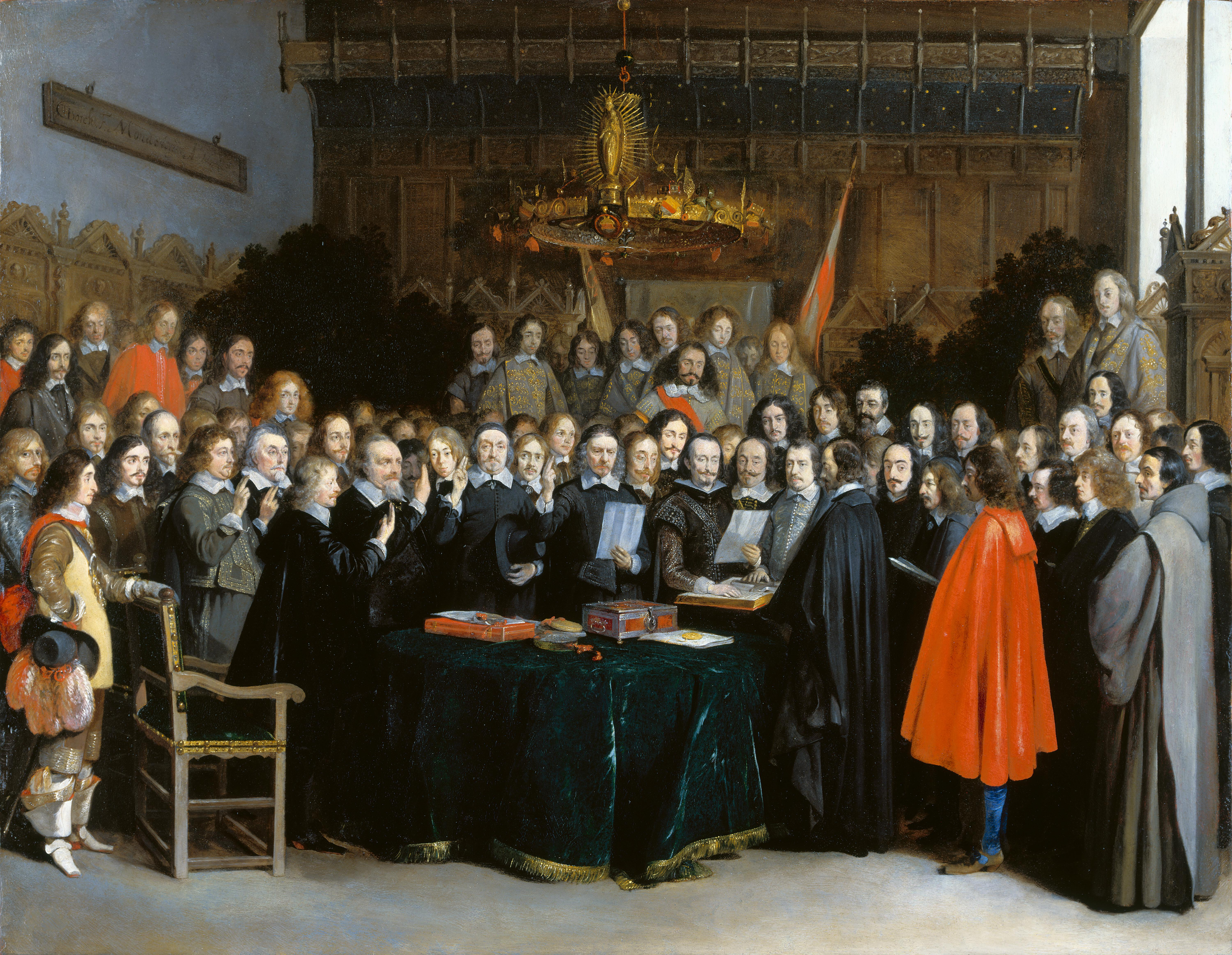
Westfaelischer Friede ở Muenster

## Các quốc gia tiền dân tộc

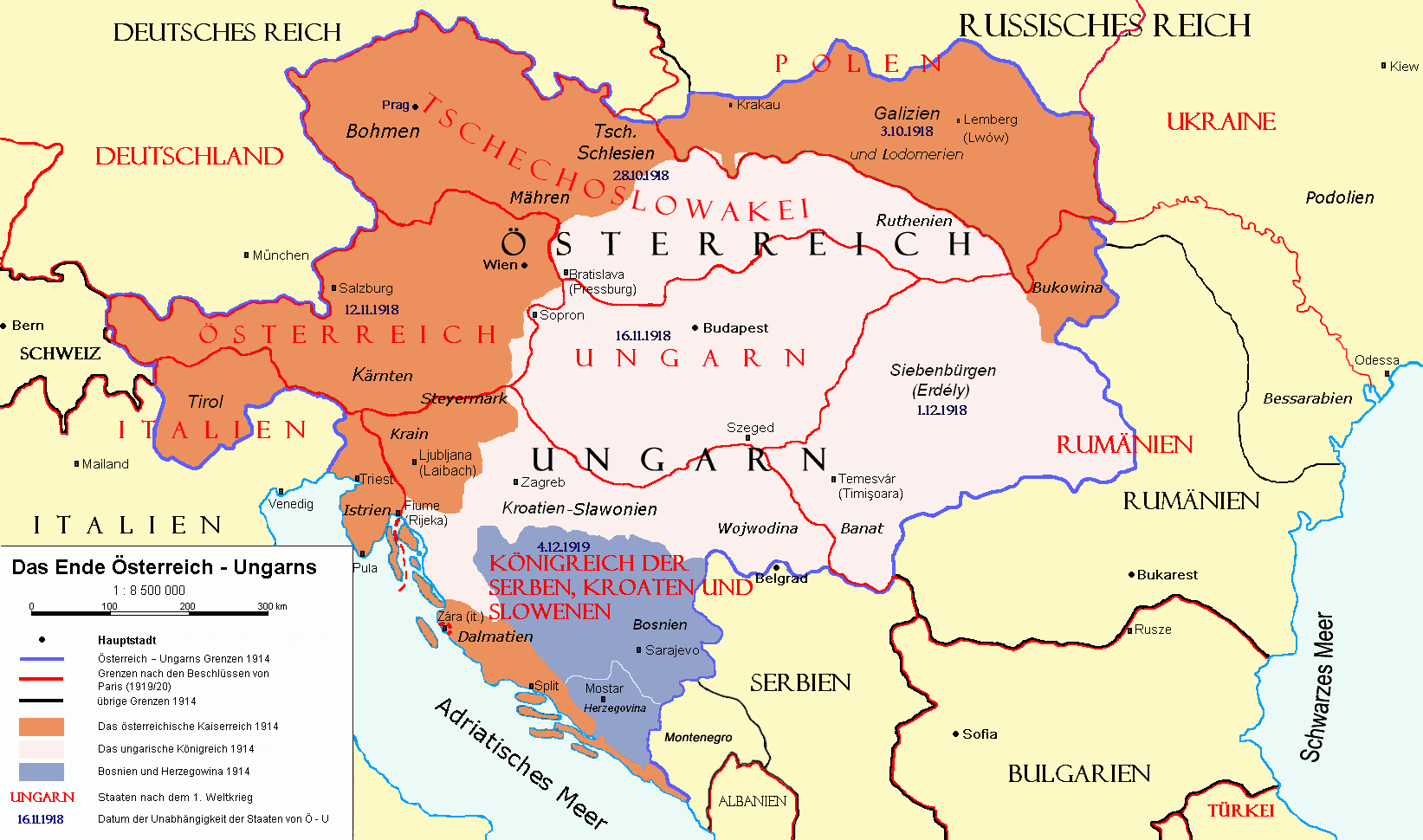
Sơ đồ phân chia Đế quốc Áo-Hung thành các quốc gia dân tộc năm 1918:
Biên giới của Đế uốc Áo-Hung năm 1914
Biên giới của các quốc gia năm 1914
Biên giới của các quốc gia năm 1920
Đế quốc Áo năm 1914
Vương quốc Hungary năm 1914
Bosnia và Herzegovina năm 1914